# ヤマトポーク

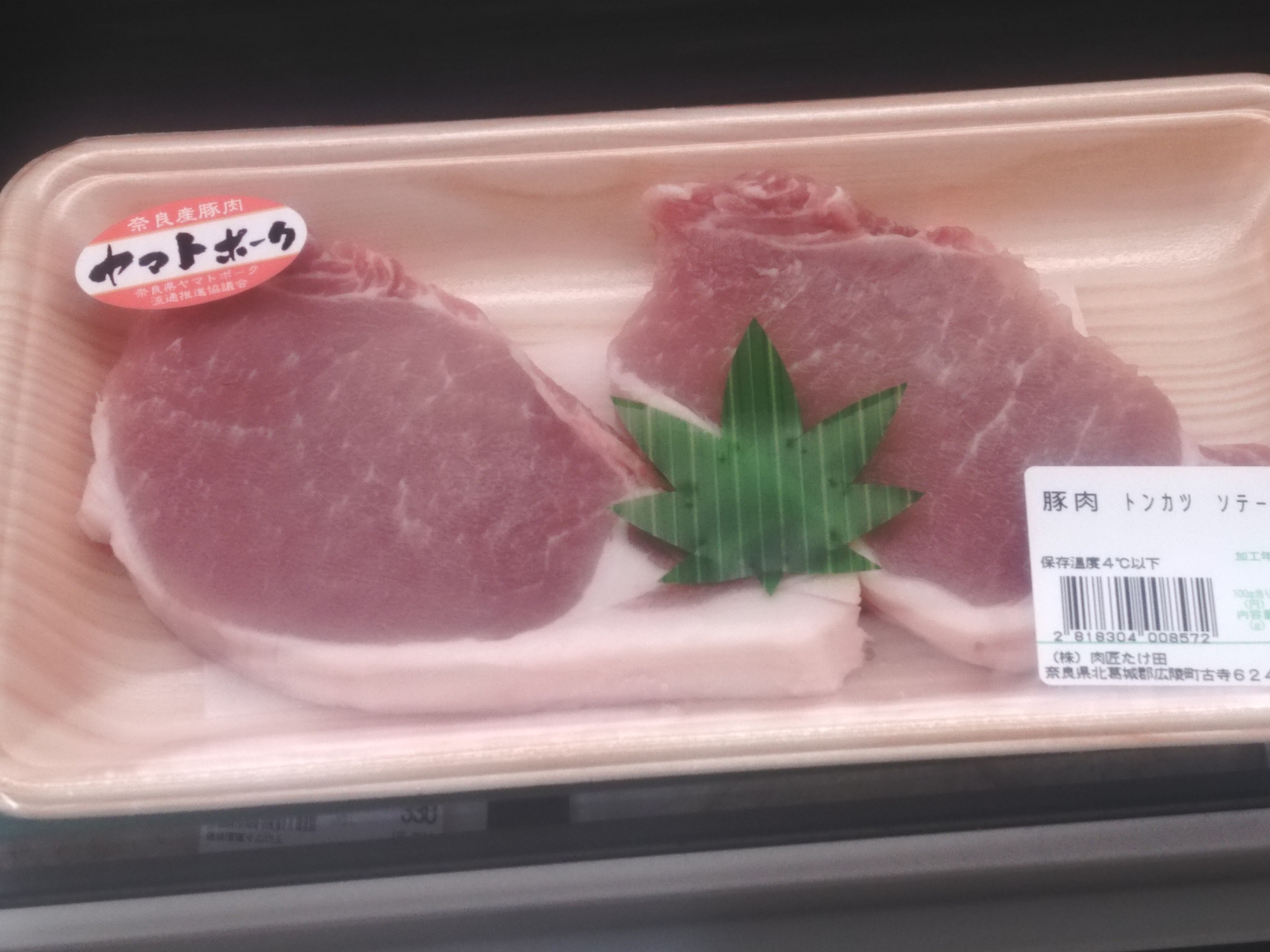
ヤマトポーク

ヤマトポークは、奈良県で生産されるブランド豚の銘柄。
同じく奈良県産の大和牛、大和肉鶏、大和なでしこ卵とともに、「大和畜産ブランド」と称している。

## 概要
奈良県畜産技術センターが、5年がかりで脂肪交雑を特徴とする肉質の豚とその飼育法を開発し、2008年（平成20年）に奈良県産銘柄豚として承認された。
父豚に奈良県畜産技術センターが推奨する肉質の優れたデュロック種、母豚に繁殖能力に優れた強健な大ヨークシャー種とランドレース種の交配種を用いた三元交雑種である。
臭みの原因となる動物性原料を使用せず、味を良くするために菓子粉やパン粉を8～9％配合した高カロリーの統一配合飼料を給与して育てられている。
きめ細かで色の濃い赤身に、脂肪の霜降りが特徴である。
しゃぶしゃぶをはじめとする鍋料理、豚カツ、ステーキ、生姜焼き、煮込み料理など、和洋中、幅広い料理で利用できる。
また、吉野山の桜のチップを利用してハムにも加工されている。

## 生産・流通
2008年2月8日に、生産、流通、販売の関係者・団体と県が参画して「奈良県ヤマトポーク流通推進協議会」が発足、ヤマトポークの認定要件を決定し、同年3月から流通が始まった。
奈良県内の指定生産農家により、生まれてから出荷するまで、奈良県畜産技術センターと家畜保健衛生所の飼育・衛生管理指導を受けて、成長過程に合わせ豚舎や飼料の内容を変えて飼育されている。子豚は広く開放的な豚舎で育てられ、生後4か月以降になると、中部飼料（株）で特別配合されたヤマトポーク専用の肉豚用飼料「ヤマトポーク1300」が与えられる。7割程度がトウモロコシ等の穀類で、獣臭が少ない豚肉になる。
豚は生後6か月で120kg程度になり、奈良県食肉流通センターに出荷される。枝肉には証明印を押印し「ヤマトポークの証」とシールが添付された上、「ヤマトポーク」として流通する。
ヤマトポーク流通推進協議会は、奈良県産の厳選された豚肉「ヤマトポーク」を安定して供給できるよう、生産者、卸売業者、販売店を認定指定するとともに、飼料、飼育環境、衛生管理、豚の品種等の飼育状況を生産者毎に集積し、消費者に情報を公開している。
2008年9月18日、ヤマトポークの飼料が統一されたことにより、安定した豚肉生産が可能となって品質格差がなくなることから、認定基準を変更し、豚枝肉取引規格による線引きがはずされた。
同協議会による消費拡大の取組により、流通量は徐々に増えつつある｡